# Pancrazio di Taormina
San Pancrazio di Taormina (Antiochia di Siria, I secolo – Taormina, 98) è stato il primo  vescovo di Taormina originario della Cilicia, venerato come santo dalla Chiesa cattolica.

## Agiografia
Racconta il gesuita don Ottavio Gaetani, nella sua storia dei santi che Pancrazio era appena adolescente quando il padre, attratto dalla fama dei miracoli di Gesù e infiammato dal desiderio di vederlo, si recò a Gerusalemme, portando con sé il figlio. Ebbe quindi Pancrazio la straordinaria occasione di vedere con i suoi occhi il Cristo. Ritornato ad Antiochia, ebbe poi modo, «post Christi in caelum Ascensum», dopo l'ascensione di Gesù al cielo (come si legge in Vitae Sanctorum Siculorum), di sentire predicare Pietro apostolo. E da questi venne battezzato, avviato al sacerdozio e quindi consacrato vescovo.
Nell'anno 40, nel tempo in cui era imperatore Caligola, Pancrazio fu primo vescovo della Diocesi di Nardò-Gallipoli, che lasciò quando venne mandato da Pietro in Sicilia come vescovo di Taormina. In tale città egli riuscì a convertire tanti pagani, tra cui lo stesso prefetto. Si mobilitarono allora i suoi nemici contro di lui per sopprimerlo. «Promotore dell'assassinio fu Artagato, adoratore degli dei», scrive il Gaetani. Egli, con un gruppo di amici, tese a Pancrazio l'agguato in casa sua, dove, invitatolo per un banchetto, tentò di costringerlo a baciare un idolo di legno, idolo che il santo vescovo con un segno di croce ridusse in pezzi. E ciò gli costò la vita, perché venne immediatamente aggredito con i bastoni, con i pugni, con i morsi, con le pietre e con le spade. Il suo cadavere venne quindi occultato in un profondo pozzo; ma, scoperto poi dai suoi discepoli, ricevette degna sepoltura.
Il Gaetani scrive, quindi, che il suo corpo fu trovato tramite un segno di luce divina dai discepoli, i quali lo seppellirono con sommo dolore: «Divinae lucis indicio repertum deinde corpus discipuli maximo cum luctu sepelivere».  E, quanto all'età di Pancrazio, dice: «Vixit egregius Pastor ad summam senectutem, et Traiani principatus initia attigit», cioè arrivò a tarda vecchiaia e giunse agli inizi del regno di Traiano. Essendo questi salito sul trono di Roma nell'anno 98 d.C., l'età di Pancrazio al tempo del martirio doveva oscillare intorno ai novant'anni.

## Il culto in Sicilia
Quando la Sicilia passò sotto il controllo dei Bizantini si intensificò nell'isola il culto dei santi di origine orientale (così come in Sardegna ove il santo è egualmente venerato), fra cui quello di san Pancrazio, patrono di Canicattì. 
Ora, il fatto che Canicattì abbia la propria Matrice, fin da quando essa sorgeva nei pressi del Castello, dedicata a San Pancrazio, un santo di origine orientale, la cui festa anticamente si celebrava nella data della liturgia greca, unitamente al fatto che abbia una chiesa consacrata a San Nicola, avvalora ancora di più la tesi secondo la quale Canicattì non è affatto di origine recente ed era già esistente fin dai primi tempi del Cristianesimo. Il culto di San Pancrazio a Canicattì è più antico di quanto affermi la tradizione, secondo la quale sarebbero stati i taorminesi a introdurlo, quando, nella seconda metà del XV secolo, invogliati dalla licentia populandi di Andrea De Crescenzio, immigrarono numerosi, diffondendo la devozione verso il loro Santo Patrono, che era stato primo vescovo della loro città.
Canicattì fu molto sollecita a dedicare la sua chiesa parrocchiale a San Pancrazio e a celebrarne solennemente la festa: e ciò avvenne in epoca bizantina, poiché la festa patronale si celebrava anticamente a Canicattì a luglio, secondo la liturgia orientale, e non il 3 aprile, come invece stabilisce il Martirologio romano. Scrive in proposito il Gaetani: «De Divo Pancratio latina Martyrologia tum vetus, tum recentius meminere die 3 Aprilis, Baronius, alijque passim scriptores agiographi. Graeci vero nono Iulij festum ipsius celebrant» (San Pancrazio i Martirologi latini sia di vecchia data che di più recente lo commemorano il 3 aprile, come si legge in Baronio e qua e là in altri scrittori agiografi. Invece i Greci ne celebrano la festa il 9 luglio). I Greci, pertanto, ne celebrano la festa il 9 luglio, perché fanno coincidere tale giorno con la data del martirio: «Menaea, ac Menologia ad 7 idus Iulias Pancratium aiunt a montanis interfectum».
Il nuovo Martirologio romano voluto da Papa Giovanni Paolo II, ha però tenuto conto della tradizione orientale ritornando a commemorare il santo all'8 luglio: «A Taormina, in Sicilia, ricordo di S. Pancrazio, vescovo e martire, che per primo ha governato questa Chiesa».